# Maximilian List
Maximilian List (ur. 9 lutego 1910 w Monachium, zm. po 1980) – zbrodniarz nazistowski, członek załogi niemieckich obozów koncentracyjnych Oranienburg, Sachsenhausen i Neuengamme oraz SS-Hauptsturmführer.

## Życiorys
Z wykształcenia był architektem. Członek NSDAP (nr legitymacji partyjnej 526696), SS (nr identyfikacyjny 4791) i Waffen-SS. Służbę obozową rozpoczął w Oranienburgu, następnie przeniesiono go do Sachsenhausen. Od 24 sierpnia 1942]był kierownikiem administracji obozowej w Neuengamme. 5 marca 1943 został komendantem podobozu Neuengamme – Lager Sylt (na wyspie Alderney) i funkcję tę sprawował do marca 1944. Kierował tu między innymi licznymi egzekucjami przez rozstrzelanie oraz dokonywał selekcji pośród niezdolnych do pracy więźniów w celu ich eksterminacji w obozach znajdujących się na kontynencie. Był również odpowiedzialny za fatalne warunki bytowe panujące w obozie i bezwzględną eksploatację przymusowej pracy więźniów.
15 kwietnia 1944 skierowano go do służby w okupowanej Norwegii, a w sierpniu 1944 do Włoch. Od listopada 1944 pełnił służbę w Berlinie. Po zakończeniu wojny alianci poszukiwali go w celu osądzenia za popełnione zbrodnie wojenne. List zmarł jednak nie niepokojony w okolicach Hamburgu w latach osiemdziesiątych.